# Walter Christmas
Walter Christmas-Dirckinck-Holmfeld (født 10. februar 1861 i Jægersborg, død 18. marts 1924 i København) var en dansk forfatter af romaner, faglitteratur og skuespil, bror til John Christmas. Han er i dag mest husket for sine drengebøger om Peder Most.
Walter Christmas' skuespil findes bevaret i Dramatisk Bibliotek på Det Kongelige Bibliotek.

## Ungdom og militærkarriere
Walter Christmas blev født i Jægersborg som søn af officeren, kammerherre, hofjægermester Walter Edmund Christmas-Dirckinck-Holmfeld (1834-1916) og Tusky Susanne Charlotte C.-D.-H., født baronesse Dirckinck-Holmfeld (1839-1924). Som 14-årig gik han ind i flåden, hvor han i 1883 blev udnævnt til sekondløjtnant. Året efter blev han udnævnt til premierløjtnant, og i 1885 deltog han i J.A.D. Jensens ekspedition til Grønland med Orlogsskonnerten Fylla. 29. juli 1886 blev han gift i Svendborg med Ragnhild Weber (5. november på Søro ved Svendborg – ), datter af grosserer Theobald Weber, og i 1887 fik de datteren Aja Sigrid Ellen Christmas-Dirkinck-Holmfeld. I de følgende år deltog han i flere rejser til Vestindien og Sydamerika.
I 1890 rejste han op ad Amazonfloden og nåede til Peru. Formålet var at undersøge, om det var muligt at oprette en dansk skibsrute på floden, men han kunne ikke finde nogen, der ville investere i projektet, som i stedet blev gennemført af tyske skibsredere. I 1891 forlod han Danmark og rejste til Thailand (dengang Siam), hvor han på den danske flådes vegne arbejdede for den siamesiske flåde. I 1892, mens han var siamesisk tjeneste, udgav han sin første bog, "Amazonfloden, erindringer og skildringer". Under opholdet blev han involveret i kampe i de franske kolonier i Sydøstasien. I sommeren 1893 ledede han forsvaret af den siamesiske havneby Peknam mod den franske flådes angreb.
Dette resulterede i, at han i 1893 blev afskediget fra flåden, da hans ordrer ikke tillod involvering i krigshandlinger. I 1894 udgav han bogen "Et år i Siam". I 1895 gik han ind i den græske flåde og deltog blandt andet i krigen mod Tyrkiet. Han forlod den græske flåde igen i 1897 og vendte tilbage til Danmark. I 1898 blev han skilt og giftede sig igen med Ellen Margrethe Owen, født Hansen (8. august 1872 i København – ). Fra 1895 til 1898 ejede han Snoghøj Færgegård, som hans første kone overtog efter skilsmissen.

## Senere karriere
I 1896 var Walter Christmas indblandet i et forsøg på at sælge De vestindiske Øer til England. I 1899 var han med i et forsøg på at sælge øerne til Tyskland, og da det mislykkedes, forsøgte han at sælge øerne til USA via en direkte kontakt til præsident McKinley. Dette kostede ham det meste af hans formue, da han blev mistænkt for at forsøge at bestikke amerikanske embedsmænd og politikere.
Han blev dog pure frikendt af en amerikansk undersøgelseskommission.
I salgsforsøget havde Walter Christmas forventet en kommission på 10% af en salgssum på 5.000.000$. (Se eksterne referencer).
Kendskabet til De Vestindiske Øer havde han gennem sin farfar, John Christmas, der var guvernør på øerne 1871-73.
I 1901 var han nødt til at tjene penge, og han skrev den første af de fem bøger om svendborgdrengen Peder Most, som blev hans måske største succes. I 1909 til 1910 var han direktør for Dagmarteatret, og i 1914 gik han igen ind i flåden, men måtte stoppe allerede i 1916 på grund af sygdom. Samme år blev han Ridder af Dannebrog. Det er den officielle udgave – men se nærmere i næste afsnit! Han døde i 1924 og ligger begravet på Garnisons Kirkegård i København. Hans gravminde blev udført af det gamle kendte stenhuggerfirma Schannong.

## Agent for MI6
Walter Christmas var fra et uoplyst tidspunkt agent for den engelske efterretningstjeneste under 'C' (Mansfield Cumming). Historikeren Keith Jeffery, som har haft uhindret adgang til MI6's arkiver for perioden 1909-1949, fortæller, at Walter Christmas som flådeofficer i Skagen havde videresendt alle flådens kystvagt-rapporter til MI6. Han brugte "nogle af de smukke piger, som der altid var nogle af på Skagen Hotel" som kontakter til MI6's mand i København. En af disse kom til at afsløre Christmas, så han måtte evakueres til London.
I sine åbenhjertige erindringer "Greek Memories", udgivet 1932 og straks beslaglagt, fortæller lederen af MI6-stationen i Athen, Compton Mackenzie, hvordan han i foråret 1916 blev opsøgt af 
"en fantastisk pensioneret dansk kaptajn med akkreditiver fra Alexandria. Det blev mig pålagt at hjælpe ham mest muligt med at se sig om og også at lade ham sende telegrammer i vores kode under navnet Brutus. Hans virkelige navn var Christmas! Han kom faktisk i audiens hos kongen og sendte straks en latterlig beretning om situationen i Athen [...] Han fandt oven i købet også en formentlig ubådsbase i Laurium, og nok engang blev dette ynkelige sludder sendt videre i telegrammer. Til slut protesterede Sir Francis mod, at denne uansvarlige gamle mand fra havet skulle opholde sig længere i Athen på den britiske regerings regning, og han vandrede atter videre. Når jeg ser tilbage på kaptajn Christmas efter 16 års forløb, så bliver jeg næsten lige så skeptisk over for eksistensen af ham som af Julemanden. Hvis jeg ikke havde omtale af ham i breve, ville jeg næsten have troet, at jeg havde læst om ham i H. C. Andersens eventyr".
Der findes et portrætmaleri af Ragna Norstrand og en tegning af Willy Gretor, begge i familieeje.

## Forfatterskab
Walter Christmas udgav omkring 30 skuespil, romaner, noveller og en enkelt biografi foruden en række erindringsbøger. To af hans skuespil blev opført på Det Kongelige Teater: "Skærsild" fra 1906 og "Lige for Lige" fra 1923.
Blandt hans øvrige værker bør nævnes:
- Amazonfloden, Erindringer og skildringer, 1892
- Et Aar i Siam, 1894
- Maïma novellistiske forsøg, 1895
- Kærlighedens Ret, Herregårdsroman, 1895
- Sherlock Holmes, Et teaterstykke på Folketeateret, 1901
- Peder Most, 1901
- Frits Banner fortælling, 1902
- Fremtidslande, 1903
- Styrmand Most, (2. del af Peder Most-serien) 1903
- Kong Peder, (3. del af Peder Most-serien) 1904
- En lektion – komedie i fire akter, 1905
- På livet løs, (4. del af Peder Most-serien) 1906
- Skærsild skuespil i 4 akter, 1906
- Smaa Helte fortællinger for ungdommen, 1907
- Guldminen Malibran Fortællinger for ungdommen, 1908
- Rivaler – Lystspil i 4 Akter, 1908
- Eventyrblomsten fortælling for ungdommen, 1909
- Millionærdrengen. Fortællinger for ungdommen, 1909
- Under tropesol, 1909
- Svend Spejder, Fremtidsfortælling, 1911
- Karrusellen, Tidsbillede, 1912
- Annelise. Novelle, 1912
- Kong Georg I, Prins af Danmark. Biografi 1913
- Dødningehovedet. Fortælling for ungdommen, 1915
- Peder Most paa Krigsstien, (Den 5. del af Peder Most-serien) 1921
- Krydstogt gennem livet: Vimplen hejst. Erindringer, 1923
- Krydstogt gennem livet: Med skum om Bov!, Erindringer, 1923
- Fejl Kurs. Et efterladt romanmanuskript udgivet i 1927 efter forfatterens død.

På nær den efterladte roman, som blev udgivet på Hasselbalchs Forlag, blev alle de øvrige værker udgivet på Gyldendal.
Hakon Schmedes leverede sange og musik til Walter Christmas' eventyrspil Peder Most i 1909. I Svendborg blev Peder Most Garden grundlagt i 1953.

## Walter Christmas og MI6
- Jeffery, Keith: MI6. The History of the Secret Intelligence Service 1909-1949, Bloomsbury 2009 ISBN 978-0-7475-9183-2
- Compton Mackenzie: Greek Memories, London 1932 (genudgivet af University Publications, USA 1987) ISBN 0-89093-561-0